# 선형공원
선형공원(線形公園)은 선형으로 생긴 공원이다. 하천변, 고가도로 하부, 폐철도 부지, 폐도로 등을 활용해 건설할 수 있다.

## 선형공원 목록
- 프롬나드 플랑테, 파리 (프랑스)
- Turia Gardens (Jardín del Turia), 발렌시아
- High Line Park, New York City
- 허드슨 리버 파크, 뉴욕
- 서울로 7017, 서울특별시

## 같이 보기
- 길
- 산책로
- 트레일